# Jie Čchiao-po
Jie Čchiao-po (čínsky pchin-jinem Yè Qiáobō, znaky 叶乔波; * 3. srpna 1964 Čchang-čchun) je bývalá čínská rychlobruslařka.
Na mezinárodní scéně debutovala v roce 1981 na Mistrovství světa juniorů, kde skončila na 28. místě. V průběhu 80. let se zúčastnila ještě např. Mistrovství světa juniorů 1982 (18. místo) a 1983 (21. místo), Asijských zimních her 1986 (bronzové medaile z tratí 500 a 1500 m) a Mistrovství světa ve sprintu 1988, kde byla diskvalifikována kvůli dopingu. Po vynucené přestávce vybojovala na Asijských zimních hrách 1990 stříbrnou medaili v závodě na 1000 m. Na podzim 1990 debutovala ve Světovém poháru, kde se začala umisťovat na předních příčkách a na sprinterském světovém šampionátu 1991 získala stříbrnou medaili. V následující sezóně vyhrála Mistrovství světa ve sprintu a na Zimních olympijských hrách 1992 vybojovala stříbrné medaile v závodech na 500 a 1000 m. V sezóně 1992/1993 obhájila prvenství na sprinterském světovém šampionátu a zvítězila v celkovém hodnocení Světového poháru v závodech na 500 m. V roce 1993 se podrobila operaci kolena a vrátila se zpět k rychlobruslení. Na Mistrovství světa ve sprintu 1994 dojela pátá, na zimní olympiádě v Lillehammeru získala bronzovou medaili v závodě na 1000 m. Kvůli přetrvávajícím problémům s kolenem poté ukončila aktivní závodní kariéru.